# Tian Zhuangzhuang

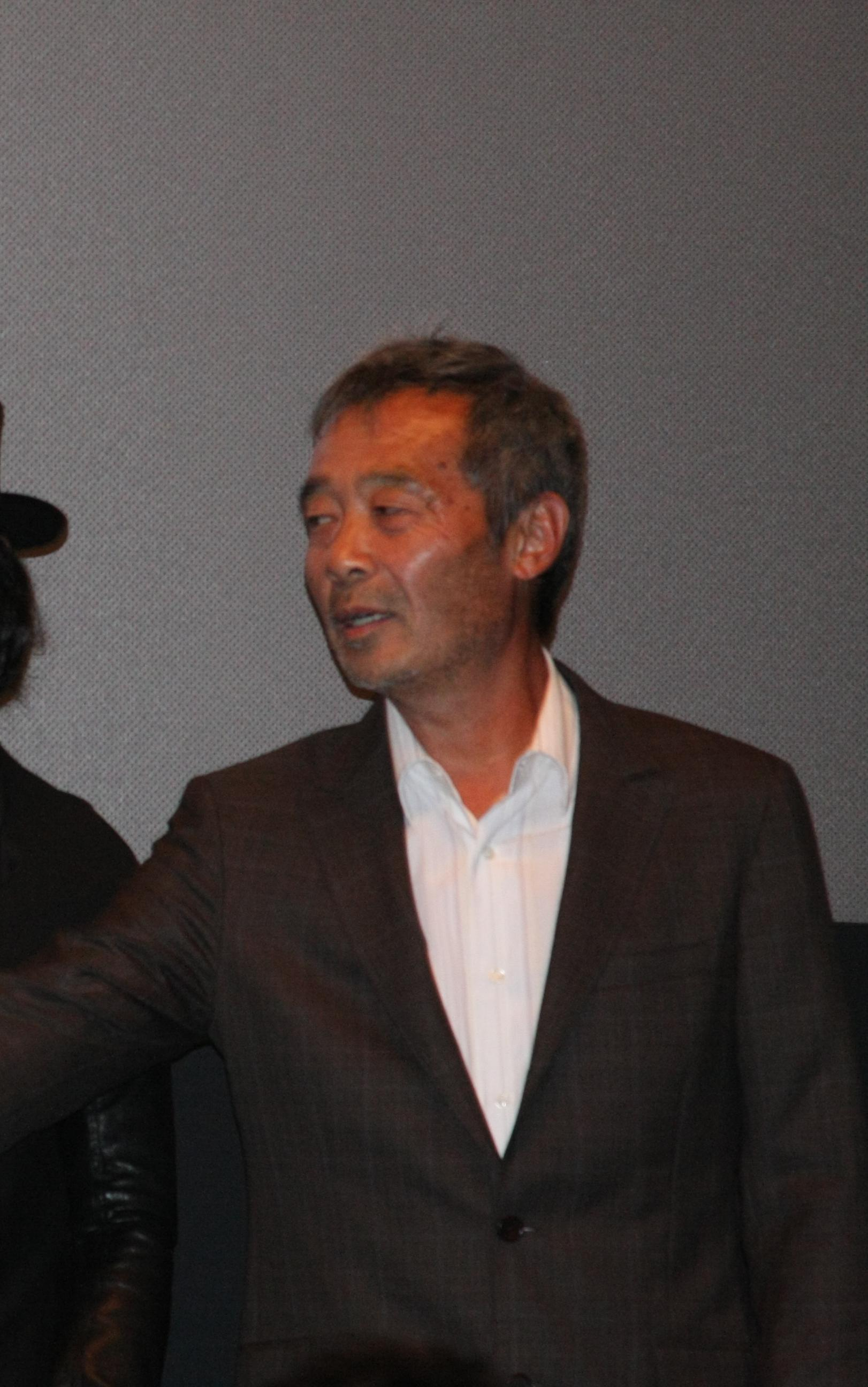
Tian Zhuangzhuang (2010)

Tian Zhuangzhuang (chinesisch 田壯壯 / 田壮壮, Pinyin Tián Zhuàngzhuàng; * 1952 in Peking, China) ist ein chinesischer Filmregisseur, Produzent, Drehbuchautor und Schauspieler.

## Leben
Tian Zhuangzhuang, der Sohn von Tian Fang, einem bekannten Schauspieler der 1930er Jahre, der nach der Machtübernahme der KP Chef des Pekinger Filmstudios wurde, und Yu Lan, einer Schauspielerin, die später auch Leiterin des nationalen Kinderfilmstudios wurde, wuchs in einer privilegierten Umgebung auf.
Er machte mit anderen berühmten Filmemachern wie Chen Kaige und Zhang Yimou als erster Jahrgang nach der Kulturrevolution 1982 seinen Abschluss an der Pekinger Filmhochschule und ist ein Vertreter der 5. (Filmemacher-)Generation.
Seine Filme On the Hunting Ground (1984), The Horse Thief (1986) und The Blue Kite (1993) stechen aus den übrigen Werken vor 1993 heraus, die eher kommerzieller Natur sind. Nachdem die ersten beiden, die sich schon mit der Rolle der Autoritäten auseinandersetzten (sie spielen im mongolischen und tibetischen Teil Chinas), wegen der Zensur nur in geringer Zahl vertrieben wurden, schaffte er das Material zu Blue Kite („Der blaue Drachen“) unbemerkt aus dem Land und ließ es in Tokio schneiden, wo es beim Filmfest anschließend insgesamt fünf Preise gewann. Der Film erzählt aus der Sicht eines Jungen das Schicksal einer chinesischen Familie während der 1950er und 1960er Jahre. In den Episoden „Rechtsabweichlerkampagne“, „Großer Sprung nach vorne“ und „Kulturrevolution“ wird gezeigt, wie sich die eigentliche Familie voneinander wegentwickelt und die KP den Platz der Familie einnimmt und sie zur Zweckgemeinschaft ohne Gefühle werden lässt.
In China wurde Tian daraufhin mit einem Kooperationsverbot belegt. Keiner sollte ihm mehr helfen Filme zu drehen. Deswegen arbeitete er 10 Jahre als Filmproduzent in Pekinger Studios, bevor 2003 mit Springtime in a Small Town, einer Wiederverfilmung von Fei Mus Klassiker aus dem Jahre 1948, wieder ein eigener Film von ihm erschien. 2004 arbeitete er als erster in China mit dem HDTV-Format, um eine Dokumentation („Delamu“ – 茶馬古道·德拉姆 / 茶马古道·德拉姆 – „Tee-Pferde-Straße“) über ethnische Minderheiten in Yunnan und Tibet zu realisieren.

## Filmografie (Auswahl)
Als Regisseur
- 2009: The Warrior And The Wolf (Lángzāi jì, 狼灾记)
- 2006: The Go Master[3] (Wú Qīngyuán, 吴清源)
- 2004: Delamu (Chámǎ gǔdào·délāmǔ, 茶马古道·德拉姆)
- 2003: Springtime in a Small Town (Xiǎochéng zhī chūn, 小城之春)
- 1993: The Blue Kite (Lán fēngzheng, 蓝风筝)[1]
- 1991: Li Lianying: The Imperial Eunuch (Dà tàijiān Lǐ Liányīng, 大太监李莲英)
- 1988: Unforgettable Life[4] (Tèbié shǒushùshì, 特别手术室)
- 1988: Rock Kids (Yáogǔn qingnian, 摇滚青年)
- 1987: The Street Players (Gǔshū yìrén, 鼓书艺人)
- 1986: The Horse Thief (Dàomǎzéi, 盗马贼)
- 1984: In September (Jiǔyuè, 九月)
- 1984: On the Hunting Ground (Lièchǎng zhāsā, 猎场扎撒)
- 1982: The Red Elephant (Hóng xiàng, 红象)
- 1980: Our Corner (Wǒmen de xiǎoyuàn, 我们的小院, auch Wǒmen de jiǎoluò, 我们的角落) – Fernsehproduktion

Als Produzent
- 2019: Brick[5] (Jiànzhùshī, 建筑师) von Ding Wenjian[6]
- 2018: The Crossing (Guò chūntiān, 过春天) von Bai Xue
- 2017: When Love Blossoms (Huāshì rúqī, 花事如期) von Ye Jiangtian
- 2012: A Grandson from America (Sūnzǐ cóng Měiguó lái, 孙子从美国来) von Qu Jiangtao
- 2006: Love in Memory (Ài de shì nǐ, 爱的是你) von Hsu Shu-chi
- 2004: Passages (Lùchéng, 路程) von Yang Chao
- 2004: Love of May (Wǔyuè zhī liàn, 五月之恋) von Hsu Hsiao-ming
- 2004: Jasmine Flower[7] (Mòlìhuā kāi, 茉莉花开) von Hou Yong
- 1998: So Close to Paradise (Biǎndan gūniangn, 扁担姑娘) von Wang Xiaoshuai
- 1997: The Making of Steel[8] (Zhǎngdà chéngrén, 长大成人) von Lu Xuechang
- 1995: Rain Clouds over Wushan[9] (Wū Shān yúnyǔ, 巫山云雨)[10] von Zhang Ming
- 1995: The Winner (Yíngjiā, 赢家) von Huo Jianqi
- 1992: Family Portrait (Sìshí bù huò, 四十不惑) von Li Shaohong

Als Schauspieler
- 2023: Der schattenlose Turm (Bai Ta Zhi Guang)
- 2021: Bipolar (Zhǐshì yīcì ǒurán de lǚxíng, 只是一次偶然的旅) von Li Mengqiao[11][12]
- 2019: My People, My Country (Wǒ hé wǒde zǔguó, 我和我的祖国) von Chen Kaige
- 2018: Us and Them (Hòulái de Wǒmen, 后来的我们) von Rene Liu
- 2017: Love Education (Xiāng'ài xiāng'qīn, 相爱相亲) von Sylvia Chang
- 2001: The Grand Mansion Gate (Dàzhaímén, 大宅门) von Guo Baochang – Fernsehproduktion
- 1997: The Making of Steel[8] (Zhǎngdà chéngrén, 长大成人) von Lu Xuechang